# سيغريد شولتز
سيغريد شولتز (بالإنجليزية: Sigrid Schultz)‏ هي صحفية أمريكية، ولدت في 1893 في شيكاغو في الولايات المتحدة، وتوفيت في 14 مايو 1980.